# La corda dell'arco
La corda dell'arco è un  cortometraggio muto italiano del 1912 diretto da Mario Caserini.